# Fejø
Fejø ist eine dänische Insel im Smålandsfarvandet (dt.: Smålandsfahrwasser) nördlich der Insel Lolland. Die maximal 13 m hohe Insel ist 7,5 km breit bei einer Fläche von 16 km² und durch einen Damm mit der Nachbarinsel Skalø verbunden. Beide Inseln haben zusammen 461 Bewohner (Stand: 1. Januar 2023) Die Inseln bilden ein eigenes Kirchspiel Fejø Sogn, das ursprünglich zur Harde Fuglse Herred im Maribo Amt gehörte, ab 1970 dann zur Ravnsborg Kommune im damaligen Storstrøms Amt und seit der Kommunalreform zum 1. Januar 2007 zur Lolland Kommune in der Region Sjælland.
Fejø gehört zum Verband dänischer Kleininseln. Benachbart sind die Inseln Askø, Femø und Lilleø. Der Yachthafen der Insel ist besonders in den Sommermonaten ein beliebtes Ziel vieler Freizeitskipper.
Es gibt eine stündliche Fährverbindung nach Kragenæs, die Überfahrt dauert 15 Minuten.

## Der Schatzfund
Amateurarchäologen haben 2015 auf Fejø acht Trinkbecher (zwei davon fragmentiert) aus der Wikingerzeit gefunden, die vermutlich mit dem 9,7 cm hohen Becher "Fejøbægeret" genannten Fund von fünf Silberbechern aus dem Jahre 1872 verbunden sind. Die Zusammensetzung des Fundes mit einem großen Silberbecher und einer Reihe kleiner Trinkbecher ist bekannt. In Dänemark gibt es ähnliche Funde in Lejre und Ribe.